# Томас Милер
Томас Милер (њем. Thomas Müller; Вајлхајм, 13. септембар 1989) њемачки је фудбалер, који тренутно игра за Ванкувер вајткапсе. Милер је свестран фудбалер, који игра на средини терена или у нападу, гдје игра на неколико позиција, као офанзивни везни, други нападач, или као крилни нападач. Због свог позиционирања, тимског рада и константности у постизању голова и стварању прилика за саиграче, хваљен је од стране многих стручњака.
Након што је играо за млађи тим Бајерн Минхена, прикључен је првом тиму у сезони 2009/10, након што је Луј ван Гал постављен за тренера Бајерна. Играо је скоро сваку утакмицу, у сезони у којој је Бајерн освојио лигу и куп и дошао до финала Лиге шампиона 2009/10. Милер је постигао 23 гола у сезони 2012/13, у којој је Бајерн освојио Бундеслигу, куп и Лигу шампиона, побједом у финалу над Борусијом Дортмунд.
За репрезентацију Њемачке дебитовао је 2010, у пријатељској утакмици против Обале Слоноваче, након чега је добио позив за Свјетско првенство 2010, на којем је постигао пет голова, док је Њемачка освојила треће мјесто. Проглашен је за најбољег младог играча првенства, а добио је и златну копачку за најбољег стријелца. На Свјетском првенству 2014. био је један од главних играча у освајању четврте титуле првака свијета; постигао је пет голова, један мање од Хамеса Родригеза и добио је сребрну копачку, за друго мјесто на листи стријелаца. Уврштен је и у идеални тим првенства. Каријеру у репрезентацији завршио је 2024.
Године 2014, по избору Гардијана, Милер је био пети најбољи фудбалер на свијету. У сезони 2019/20, поставио је нови рекорд по броју асистенција у сезони Бундеслиге.

## Клупска Каријера

### Почетак каријере
Милер је рођен је 13. септембра 1989. у Вајлхајму, градићу на југу Баварске; у дјетињству је играо за Пехл, док је 2000, са 10 година, прешао у Бајерн Минхен. Напредовао је кроз млађе селекције Бајерна и 2007. године, био је члан тима који је завршио други у Бундеслиги за играче до 19 година. За резервни тим Бајерн Минхена дебитовао је у марту 2008. године, када је ушао у игру умјесто Стефана Фиртснера, на утакмици против Унтерхакинга. На утакмици је постигао гол, док је у сезони 2007/08 наступао на још двије утакмице за резервни тим, а наставио је да наступа и за тим до 19 година. Наредне сезоне, резервни тим се пласирао у новоформирану Трећу лигу Њемачке, у којој је Милер постао један од кључних играча тима, наступао је на 32 од укупно 38 утакмица и постигао је 15 голова; сезону је завршио на петом мјесту на листи стријелаца. Такође, прикључен је и првом тиму први пут под вођством тренера Јиргена Клинсмана, наступио је на пријатељским утакмицама прије почетка сезоне; у Бундеслиги дебитовао је 15. августа 2008. године, када је ушао у 80. минуту умјесто Мирослава Клозеа, на утакмици против Хамбургера. Упркос мишљењу Милера да није био на нивоу, забиљежио је још три наступа у Бундеслиги те сезоне. Исте сезоне дебитовао је и у Лиги шампиона, 10. марта 2009. године, на утакмици против Спортинг Лисабона; у побједи 7:1, ушао је у игру у 72. минуту умјесто Бастијана Швајнштајгера и постигао последњи гол за Бајерн на утакмици.

### Бајерн Минхен
У фебруару 2009. године, Милер је потписао први професионални уговор за сениорски тим, потписао је двогодишњи уговор са Бајерн Минхен, заједно са саиграчем из резервног тима — Холгером Батштубером.

#### 2009/10.
Милер је био спреман да буде позајмљен или чак продат да би пронашао фудбал у првом тиму, али када је Луј ван Гал постављен за менаџера, и Миллер и Батштубер су од почетка сезоне постали чланови у првом тиму Бајерна. У првих неколико мечева, Милер је редовно улазио са клупе, а 12. септембра 2009. године, изведен је против Борусије Дортмунд и постигао је два гола у побједи од 5: 1. Три дана касније постигао је поново два гола, у побједи од 3:0 над Макаби Хаифом, у Лиги шампиона. Заокружио је септембар именовањем за играча мјесеца Бундеслиге месеца и добио је похвале од свог имењака, легендарног бившег нападача Бајерна и репрезентације Њемачке — Герда Милера. Након меча у Хаифи, Милер је био у стартних 11 на скоро сваком мечу, осим само на утакмици против Бордоа у Лиги шампиона, на којем је био суспендован, јер је искључен у претходној утакмици против истог тима.
У фебруару 2010, Милер је потписао нови уговор са Бајерн Минхеном, до 2013. године. Током друге половине сезоне, и даље је углавном био стартер, који је обично играо на позицији централног нападача, због способности других крилних играча — Френка Риберија и Арјена Робена. У априлу 2010. године, постигао је други погодак у побједи од 2:1 против Шалкеа 04, а у претпоследњем лигашком мечу сезоне постигао је први хет-трик у каријери, у побједи од 3:1 над Бохумом, који је ефективно обезбиједио титулу првака за Бајерн. Титула је потврђена недељу дана касније, побједом од 3:1 против Херте, у утакмици коју је Милер играо као стартер.
У сезони је играо у свих 34 меча у Бундеслиги, од којих је стартовао 29, и уписао 13 голова и 11 асистенција. Бајерн и Милер су се вратили у Берлин следеће недеље, у утакмици финала ДФБ Покала (куп Њемачке). Милер је почео меч у којем је Бајерн побиједио са 4:0 и освојио дуплу круну. Милер је постигао четири гола и уписао две асистенције током такмичења, што га је учинило водећим стријелцем у купу. Сезона Бајерна је завршена борбом за троструку круну, у финалу Лиге шампиона 2010. године, против Интера на стадиону Сантијаго Бернабеу у Мадриду. Међутим, поражени су са 2:0, а оба гола је постигао Дијего Милито. Милер је био у стартној постави и имао је кључну шансу одмах након полувремена, при вођству Интера 1:0, али његов ударац је одбранио Жулио Цезар. Милер се осјетио посебно разочарано овим поразом, али је прву сезону завршио као играч првог тима са 52 одигране утакмице и 19 голова у свим такмичењима.
У анкети коју је спровео спортски часопис Кикер, изгласан је за најбољег новајлију у сезони 2009/10, од стране његових колега професионалаца и уврштен је у тим сезоне Бундеслиге. Означио је Ван Гала најзаслужнијим у његовом успону до успјеха. Тренер је стигао са репутацијом промовисања омладинских репрезентативаца, нарочито у Ајаксу, и досљедно је давао Милеру своју шансу у првом тиму, изјавивши једном приликом: „са мном ће Милер увијек играти“. Милер је заузврат описао Ван Гала као "генијалног техничара" који чини играче да се "побољшавају сваки пут".

#### 2010/11.
Са паузе након Свјетског првенства 2010, вратио се како би потписао продужетак уговора са Бајерном до 2015. године. Као и већина других фудбалера Бајерна који су играли на Свјетском првенству, пропустио је већи дио предсезонских припрема, док је први меч у новој сезони одиграо 7. августа против Шалкеа, у финалу Суперкупа. Уврштен је у стартних 11 и постигао је први гол у побједи од 2:0. Двије недеље касније, постигао је први гол за Бајерн на отварању сезоне у лиги, у побједи од 2:1 над Волфсбургом. Играо је на свакој утакмици у првом дијелу сезоне, обично као стартер, али како се тим резултатски мучио, Милер није постигао велики број голова као претходне сезоне, због чега је остављан на клупу, а чак је и изведен из игре након што је промашио изгледну прилику у поразу од Кајзерслаутерна 2:0, у августу. Био је у доброј физичкој форми, а након осам лигашких утакмица без гола, постигао је гол у побједи од 4:1 над Ајнтрахт Франкфуром, 27. новембра. Наставио је да постиже голове у лигашким утакмицама, као и у побједи у куп утакмици против Штутгарта, три недеље касније. Стигао је до осам постигнутих голова у свим такмичењима, укључујући и спектакуларан гол за вођство против Роме, у побједи од 2:0 у оквиру Лиге шампиона.
Током зимске паузе, Милер је изјавио да му је прва професионална сезона била готово невјероватна. Други дио сезоне почео је у доброј форми, али је био укључен у расправу са Робеном, који се наљутио након што је Милер исказао незадовољство лоше изведеним слободним ударцем Робена, у побједи 3:1 над Вердером. Поново је играо на свакој утакмици у сезони, постигавши 19 голова, од чега 12 у лиги, али сезона је била мање успјешна за Бајерн, јер је завршио на трећем мјесту у лиги, испао је у полуфиналу Купа од Шалкеа и испао је у осмини финала Лиге шампиона, од Интера; Бајерн је побиједио 1:0 на Сан Сиру, али је изгубио кући 3:2, док је Милер постигао један гол. Менаџер Бајерна, Ван Гал, критикован је због лоше тактике и трансфера и избора стартних 11, након чега је смијењен у наслиједио га је Јуп Хајнкес.

#### 2011/12.
У првој утакмици Купа у сезони 2011/12, Милер је проглашен за играча утакмице, након што је изборио два пенала која су постигли Марио Гомез и Бастијан Швајнштајгер, док је Милер постигао трећи гол у побједи 3:0 против Ајнтрахт Брауншвајга. Први гол у лиги постигао је у петом колу, у побједи 2:0 против Шалкеа. Гол је постигао и на наредној утакмици кући. Постигао је први гол у побједи од 6:0 против Инголштада у оквиру Купа, гдје је постигао свој други гол. Нашао се на ужем списку у избору за ФИФА Златну лопту. У пријатељским утакмицама, од 10 до 15. јануара, постигао је три гола на двије утакмице, два гола против репрезентације Индије, коју је Бајерн побиједио 4:0 и један гол у побједи 4:0 против Рот Велс Ефрута. У Купу, уписао је двије асистенције у побједи против Штутгарта. На дан 11. фебруара, постигао је гол главом против Кајзерслаутерна, његов први гол у лиги од 24. септембра 2011. На дан 31. марта 2012, одиграо је своју стоту утакмицу у Бундеслиги, против Нирнберга. На дан 19. маја 2012, постигао је водећи гол против Челсија у финалу Лиге шампиона 2011/12. Ипак, Милер је касније замијењен, а Бајерн је изгубио од Челсија на пенале. Након утакмице, Милер је исказао незадовољство са временом које је провео на терену у последњих неколико утакмица. Истакао је да, упркос томе што је незадовољан, жели да остане у Бсјеену. Током сезоне, постигао је 7 голова на 34 утакмице у лиги, два гола на пет утакмица у Купу и два гола на 14 утакмица у Лиги шампиона.

#### 2012/13.
Први гол у сезони 2012/13. постигао је 27. августа 2012, у побједи 3:0 против првака Друге Бундеслиге — Гројтер Фирта. На дан 2. септембра 2012, постигао је гол у побједи од 6:1 против Штутгарта, пред 71.000 гледалаца на Алијанц арени. Допринио је Бајерну да изједначи најбољи старт сезоне, постигавши гол у побједи 5:0 против Фортуне Диселдорф, чиме је Бајерн остварио осму побједу заредом. Три дана касније, постигао је први гол у побједи од 1:0 против Лила, у Француској.
На дан 13. децембра, након добре форме у првом дијелу сезоне, Милер је да је у Минхену код куће и „не постоји клуб у који можете да кскорачите када напустите Бајерн... скоро да не постоји бољи клуб. Шест дана касније, потписао је нови двогодишњи уговор, до 2017. године. До зимске паузе у Бундеслиги, постигао је девет голова и уписао седам асистенција на 16 утакмица, док је постигао три гола у Лиги шампиона, чиме је постигао укупно 13 голова у првом дијелу сезоне, укључујући и гол против Борусије Дортмунд у Суперкупу. Први гол у наставку сезоне постигао је на другој утакмици, у побједи 2:0 на гостовању Штутгарту. У Лиги шампиона, постигао је свој пети гол, у побједи 2:0 против Јувентуса у четвртфиналу, прекинувши низ Јувентуса од 18 утакмица без пораза у европским такмичењима. На дан 23. априла 2013. године, Милер је постигао два гола и уписао асистенцију у побједи 4:0 против Барселоне у првој утакмици полуфинала Лиге шампиона. У реванш утакмици, постигао је гол у побједи Бајерна на Камп Ноуу 3:0, нанијевши тако најтежи пораз Барселони у лиги шампиона, са укупним резултатом 7:0. Играо је битну улогу у побједи 2::1 против Борусије Дортмунд у финалу Лиге шампиона 2012/13, након чега је постигао гол из пенала у побједи 3:2 против Штутгарта у финалу Купа. Сезону је завршио са 23 постигнута гола у свим такмичењима, од чега 13 у Бундеслиги, један у Купу, осам у Лиги шампиона, и један у Суперкупу. This topped off Müller's highest scoring season to date.

#### 2013/14.
Сезону 2013/14, почео је у Суперкупу Њемачке, против Борусије Дортмунд, након што је постигао седам голова у припремним утакмицама. У првој утакмици Купа, 5. августа, постигао је хет трик, у побједи од 5:0 против Шварц Велс Редена. У првој лигашкој утакмици у сезони, Милер је промашио пенал први пут, али је свиран нови пенал, јер је одбрањена лопта погодила у руку Алвара Домингеза, и искористио га је Давид Алаба. Након тога, Милер је изјавио: „и даље сам да срећан да изводим пенале, али мислим да је Давид Алаба главни човјек за то од сада“. Играо је у Суперкупу Европе 2013, до 71 минута у утакмици у којој је Бајерн побиједио Челси на пенале и постао први њемачки клуб који је освојио Суперкуп. На дан 25. септембра, постигао је два гола против Хановера у Купу, чиме је дошао до пет постигнутих голова у Купу. Први гол у лиги постигао је 28. септембра, у побједи 1:0 против Волфсбурга. Први гол у Лиги шампиона постигао је 2. октобра, у побједи Бајерна 3:1 на гостовању Манчестер Ситију на градском стадиону. У децембру, наступио је на Свјетском клупском првенству, које је Бајерн освојио.
На дан 17. маја 2014, постигао је други гол у побједи 2:0 против Борусије Дортмунд у финалу Купа, чиме је Бајерн освојио дуплу круну десети пут у историји. Сезону је завршио као најбољи стријелац Купа, са осам голова на пет утакмица. Укупно је постигао 13 голова на 31 утакмици у Бундеслиги, осам голова у Купу и и пет голова на 12 утакмица у Лиги шампиона.

#### 2014/15.
Након сезоне 2013/14, потписао је нови двогодишњи уговор са Бајерном, до 2019. и одбио је понуду да пређе у Манчестер јунајтед. Прва утакмица у сезони била му је Суперкуп Њемачке, који је Бајерн изгубио 2:0 од Борусије Дортмунд. Први гол у сезони постигао је у Купу, 17. августа 2014, против Пресен Минстера, Након чега је постигао водећи гол у првом колу Бундеслиге, 22. августа 2014, у побједи од 2:1 над Волфсбургом. На дан 11. марта, постигао је два гола у побједи 7:0 против Шахтар Доњецка, чиме се изједначио са бившим саиграчем — Мариом Гомезом, као најбољи њемачки стријелац у Лиги шампиона. Престигао је Гомеза са голом постигнутим у побједи 6:1 против Порта, 21. априла 2015. Сезону је завршио са 13 голова на 32 утакмице у Бундеслиги, једним голом на пет утакмица у Купу и седам голова на десет утакмица у Лиги шампиона.

#### 2015/16.
Сезону 2015/16 почео је у Суперкупу Њемачке, против Волфсбурга. Бундеслигу је почео са два гола против Хамбурга, голом против Хофенхајма, два гола против Бајер Леверкузена, и голом против Аузбурга у прва четири кола. Гол из пенала постигао је против Бајер Леверкузена и Аугзбурга. Није успио да постигне гол у наредне три утакмице у Бундеслиги. Промашио је пенал против Мајнца у седмом колу, а први наредни гол у Бундеслиги постигао је у осмом колу, против Борусије Дортмунд. One of the goals was scored from the penalty spot. Голове је постизао и у осталим такмичењима. Дао је два гола против Волфсбурга у. другој рунди Купа Њемачке, док је у Лиги шампиона 2015/16 постигао два гола против Олимпијакоса, два против Арсенала и један гол против у реваншу против Олимпијакоса. Постигавши гол у побједи кући против Олимпијакоса, Милер је постао најмлађи фудбалер са 50 побједа у Лиги шампиона, срушивши претходни рекорд Лионела Месија за 14 мјесеци.
На дан 9. децембра 2015, ушао је у игру у 46 минуту умјесто Риберија у побједи 2:0 против Динамо Загреба, гдје није успио да искористи пенал, а групну фазу Лиге шампиона завршио је са постигнутих пет голова на шест утакмица. На дан 18. децембра, потписао је нови двогодишњи уговор, до 2021. На дан 19. децембра 2015. године, Бајерн је побиједио Хановер 1:0, with a goal from голом из пенала Томаса Милера. Након утакмице, Бајерн је отишао на зимску паузу. Милер је први дио сезоне завршио са 14 голова на 17 утакмица у лиги. Од тога, пет голова је постигао из пенала, од укупно шест пенала колико је шутирао. До зимске паузе, постигао је 21 гол на 25 утакмица у свим такмичењима.
У побједи над Вердером 5:0, 12. марта 2016, постигао је два гола. Четири дана касније, након што је Бајерн губио кући од Јувентуса у реванш утакмици осмине финала Лиге шампиона 2015/16 2:1, Милер је постигао гол за изједначење у 91. минуту, након чега је Бајерн побиједио 4:2 у продужецима.
У полуфиналу Купа, 19. априла 2016, постигао је оба гола у побједи 2:0 над Вердером. Његов први гол на утакмици био је јубиларни 150 гол Бајерна у свим такмичењима те сезоне.
У реванш утакмици полуфинала Лиге шампиона, 3. маја, Бајерн је кући побиједио Атлетико Мадрид 2:1, али је испао због гола примљеног у гостима. Јан Облак је одбранио пенал Милеру за 3:1.
Сезону је завршио са 20 постигнутих голова на 31 утакмици у Бундеслиги, четири гола на пет утакмица у Купу и осам голова на 12 утакмица у Лиги. Није постигао гол само у Суперкупу Њемачке.

#### 2016/17.
Сезону 2016/17, почео је голом у Суперкупу Њемачке, у побједи 2:0 над Борусијом Дортмунд, 14. августа 2016. У лиги, није постигао гол укупно 999 минута прије него што је дао гол у побједи 5:0 против Волфсбурга у оквиру 14 кола, у 76. минуту. Сезону је завршио са постигнутих пет голова на 29 утакмица у лиги, без постигнутог гола у Купу и са три гола на девет утакмица у Лиги шампиона 2016/17. Müller did have a career best 12 assists in the Bundesliga.
Неколико њемачких фудбалских експерата, попут Лотара Матеуса, кривило је тренера Бајерна — Карла Анчелотија због лошег учинка Милера пред голом противничких тимова. Анчелоти је углавном фаворизовао Тијага Алкантару као фудбалера који игра на позицији иза нападача, што је Милерова примарна позиција. Милер је углавном остајао на клупи за битне мечеве у Европи и Бундеслиги.

#### 2017/18.
Сезону 2017/18. почео је у Суперкупу Њемачке, гдје је играо до 67 минута, након чега га је замијенио Кингсле Коман. Први гол у сезони постигао је против Мајнца у оквиру четвртог кола Бундеслиге. На дан 21. јануара 2018, постигао је два гола у побједи 4:2 против Вердера у оквиру 19 кола. На дан 20. фебруара 2018, постигао је два гола у побједи 5:0 против Бешикташа, у првој утакмици осмине финала Лиге шампиона 2017/18.
Сезону је завршио као најбољи асистент Бундеслиге, са 14 асистенција, а постигао је и осам голова на 29 утакмица.

#### 2018/19.
Сезону 2018/19. почео је у Суперкупу Њемачке, у побједи Бајерна 5:0 против Ајнтрахт Франкфурта; Милер је играо до 64. минута, када га је замијенио Леон Горецка. Постигао је по гол у прва два кола Бундеслиге, након чега је постигао гол у побједи 2:0 над Рединхаузеном , оквиру друге рунде Купа Њемачке. Постигао је два гола против Фортуне Диселдорф 24. новембра 2018. На дан 12. децембра 2018, играо је своју 105 утакмицу у Лиги шампиона против Ајакса, престигавши бившег саиграча — Филипа Лама и поставши нови рекордер Бајерна по броју наступа у Лиги шампиона. На истој утакмици, Милер је добио први директни црвени картон у каријери, што је резултирало суспензијом од двије утакмице. На дан 15. децембра 2018, одиграо је своју 300 утакмицу у Бундеслиги, против Хановера 96.
На дан 18. маја 2019, Милер је освојио седму узастопну титулу првака Њемачке са Бајерном, који је завршио два бода испред Борусије Дортмунд, са укупно 78 бодова. То је била укупно осма титулу у Бундеслиги за Милера, а недељу дана касније, освојио је свој пети Куп Њемачке, након што је Бајерн у финалу побиједио Лајпциг 3:0.

#### 2019/20.
На дан 2. новембра 2019. године, одиграо је своју 500 утакмицу у дресу Бајерна, поставши десети фудбалер Бајерна који је достигао тај број од 1965. године и оснивања Бундеслиге. Наредног мјесеца, постао је први фудбалер у историји који је уписао 11 асистенција у првом дијелу сезоне Бундеслиге, поставивши нови рекорд у броју побједи 2:0 против Волфсбурга. На дан 7. априла 2020, потписао је нови двогодишњи уговор са Бајерном, до 2023. Након паузе због пандемије вируса Корона, због које се Бундеслига није играла, у оквиру 30 кола, против Бајер Леверкузена, у којем је уписао двије асистенције, стигао је до 20 асистенција у сезони, срушивши рекорд који су претходно држали Кевин де Бројне и Емил Форсберг.

## Репрезентативна каријера
Милер је наступао за младу репрезентацију Њемачке у разним категоријама, почевши од 2004, када је играо за репрезентацију до 16 година. У августу 2009, позван је у репрезентацију до 21 године, гдје је дебитовао у побједи 3:1, у пријатељској утакмици против Турске. За репрезентацију до 21 године одиграо је шест утакмица и уписао један гол, осми у побједи 11:0 над Сан Марином.
У октобру исте године, када је ушао у први тим Бајерна, селектор репрезентације Њемачке — Јоахим Лев, почео је да размишља о томе да га позове у национални тим, упркос томе што је у почетку остављан на клупи у Бајерну. Наредног мјесеца, Милер је позван у репрезентацију за пријатељску утакмицу против Обале Слоноваче. Ипак, то се поклопило са смрћу голмана националног тима — Роберта Енкеа, што је довело до отказивања пријатељске утакмице против Чилеа исте недеље. Са мање прилика да испроба нове играче и са тим што се млада репрезентација суочавала са најважнијим утакмицама у квалификацијама за Европско првенство 2011, Лев и менаџер младе репрезентације — Рејнер Адрион, договорили су се да је Милер потребнији младој репрезентацији и позван је назад.
Позван је назад у сениорску репрезентацију за тренинг сесију у Зинделфингену, у јануару 2010, а затим је позван у тим за пријатељску утакмицу против Аргентине у марту. Дебитовао је на тој утакмици, гдје је почео у стартних 11 на Алијанц арени. Изашао је из игре у 66. минуту, када га је замијенио Тони Крос; Њемачка је изгубила 1:0.

### Свјетско првенство 2010.
Милер се нашао на ширем списку од 27 играча за Свјетско првенство 2010, заједно са још седам фудбалера Бајерн Минхена. Упркос томе што је пао са бицикла у тренинг кампу у Болцану, доживио је блаже повреде и нашао се на коначном списку од 23 играча за првенство. Додијељен му је број 13, који обично носи Михаел Балак, који је био повријеђен и није играо на првенству, док је број 13 раније носио Герд Милер. Другу утакмицу за репрезентацију одиграо је у последњој пријатељској утакмици пред старт првенства, када је ушао на полувремену умјесто Пјотра Троховског, у побједи 3:1 против репрезентације Босне и Херцеговине. Нашао се у стартној постави у првој утакмици на Свјетском првенству и постигао је трећи гол у побједи 4:0 над Аустралијом, освојивши награду Њемачи гол мјесеца. Играо је све утакмице у групној фази, укључујући и пораз од Србије 1:0. Њемачка је завршила на првом мјесту у групној фази, а у осмини финала је играла против Енглеске. Милер је постигао два гола и уписао једну асистенцију у побједи од 4:1. У четвртфиналу, у побједи против Аргентине 4:0, Милер је постигао свој четврти гол на првенству у трећем минуту утакмице. Ипак, добио је жути картон у првом полувремену због прекршаја и био је суспендован за полуфинале против Шпаније, гдје је Њемачка изгубила. Изјавио је да је био нервознији током утакмице против Шпаније него било који други фудбалер који је могао да игра. Вратио се у тим у утакмици за треће мјесто против Уругваја и постигао је водећи гол, његов пети на првенству, у побједи 3:2 и освојио је бронзану медаљу. Успјех тима је био кулминација серије промјена које су донесене након неуспјеха на Европском првенству 2000. Њемци су усвојили нападачки стил фудбала и прикључили првом тиму младе фудбалере као што су Милер, Месут Озил и Сами Хедира.
Са пет голова, Милер је завршио као најбољи стријелац првенства, заједно са Веслијем Снејдером. Захваљујући томе што је уписао три асистенције, добио је златну копачку испред Снејдера. Такође је освојио награду за најбољег младог играча првенства, испред Андреа Ајева из Гане и Ђованија дос Сантоса из Мексика. У категорији за обје награде, наслиједио је саиграче — Мирослава Клосеа и Лукаса Подолског са Свјетског првенства 2006.
У октобру 2010, нашао се на ужем списку номинованих за Златну лопту за 2010, заједно са још четири саиграча из репрезентације. Обазирући се на успјех који је остварио на Свјетском првенству, Милер је рекао: „у суштини имао сам среће, ушао сам у у добру форму у право вријеме“.

### Европско првенство 2012.
Милер је био стартер на свих десет утакмица у квалификацијама за Европско првенство 2012, уписавши седам асистенција, од којих три у побједи од 6:2 против Аустрије у септембру 2011. Постигао је три гола у квалификацијама, од којих два у побједи 4:0 против Казахстана у марту 2011, док је трећи постигао у побједи против Турске 3:1 у октобру исте године.
Нашао се на списку Јоахима Лева за Европско првенство 2012, на којем је Њемачка била у групи са Холандијом, Португалијом и Данском. У првом колу побиједила је Португалију голом Марија Гомеза; у другом колу побиједила је Холандију 2:1, оба гола постигао је Гомез у првом полувремену, док је Робин ван Перси дао гол за Холандију. У последњем колу побиједила је Данску 2:1, головима Лукаса Подолског и Ларса Бендера и пласирала се у четвртфинале са првог мјеста. У четвртфиналу побиједила је Грчку и поставила рекорд са 15 побједа заредом у такмичарским утакмицама. Упркос великим очекивањима, поражена је од Италије у полуфиналу 2:1, једини гол постигао је Месут Озил у 90 минуту из пенала. Њемачка тако није успјела да прекине традицију и да побиједи Италију у такмичарској утакмици, у осам утакмица није остварила ниједну побједу.

### Свјетско првенство 2014.
Прве голове у квалификацијама за Свјетско првенство 2014 постигао је 23. марта у побједи 3:0 против Казахстана, гдје је постигао први и трећи гол. Такође је постигао по гол и у побједама 3:0 против Аустрије и Фарских Острва.
На дан 16. јуна 2014, Милер је постигао хет трик у првом колу на Свјетском првенству 2014, у побједи од 4:0 против Португалије и проглашен је за играча утакмице. Такође, Пепе га је ударио ногом у главу због чега је добио црвени картон. Он је порекао да је симулирао претјерану реакцију која је довела до црвеног картона. На дан 26. јуна, Милер је постигао једини гол у последњем мечу групне фазе против Сједињених Америчких Држава и Њемачка је завршила групну фазу на првом мјесту и избјегла гласине о договору између тренера — Јоахима Лева и Јиргена Клинсмана да одиграју неријешено како би обје репрезентације прошле даље, слично договору са првенства 1982.
На дан 8. јула, постигао је водећи гол у побједи од 7:1 против Бразила у полуфиналу. Тај гол је био 2.000 гол Њемачке у историји репрезентације, а Милер је постигао пети гол, постигавши по пет голова на прва два првенства, чиме је постао трећи фудбалер који је то успио, након Теофиласа Кубиљаса и Мирослава Клосеа. Са тим голом, изједначио се са Хелмута Рах са десет постигнутих голова на Свјетском првенству. У финалу Њемачка је играла против Аргентине, то је било њихово треће финале. У регуларном дијелу није било голова, а Марио Геце је голом у 113 минуту донио Њемачкој побједу 1:0 и четврту титулу првака свијета.
На дан 11. јула, Милер се нашао на ужем списку од десет фудбалера номинованих за Златну лопту, за најбољег фудбалера првенства. Освојио је сребрну копачку са постигнутих пет голова, иза Хамеса Родригеза који је постигао шест голова; Такође је уврштен у идеални тим првенства.

### Европско првенство 2016.
Наступио је на девет од десет утакмица у квалификацијама за Европско првенство 2016, постигавши девет голова, а Њемачка је завршила квалификације на првом мјесту.
На првенству, стартовао је на свих шест утакмица. У четвртфиналу против Италије, Милеров ударац је био први који је одбрањен у пенал серији. То је био први пут да Њемачка није реализовала пенал од првенства 1982, када је Ули Стјелике промашио. Њемачка је побиједила 6:5 на пенале, што је био први пут да је Њемачка побиједила Италију на неком међународном такмичењу. Милер је првенство завршио без постигнутог гола.

### Свјетско првенство 2018.
Милер се нашао на списку селектора Јоахима Лева за Свјетско првенство 2018. Играо је на све три утакмице у групној фази, против Мексика, Шведске и Јужне Кореје. Стартовао је против Мексика и Шведске, док је ушао са клупе на утакмици против Јужне Кореје, у којој је Њемачка поражена 2:0; оба гола примила је у судијској надокнади времена, након што је Јоахим Лев увео офанзивне играче. Код другог гола, голман Њемачке, Мануел Нојер, дриблао је играча код гола Јужне Кореје, изгубио је лопту и Сон Хеунг-мин је постигао гол, који је био празан; Њемачка је тако заузела последње мјесто у групи. То је био први пут у историји да је испала у групној фази на Свјетском првенству (с обзиром на то да се 1938, када је испала у првом колу, није играла групна фаза), а први пут од 1950, када јој је било забрањено учешће, да није играла барем у четвртфиналу (са изузетком 1978, када су се играле двије групне фазе па финале). Милер није успио да постигне гол, након два првенства заредом у којима је постизао по пет голова.
На дан 5. марта 2016, селектор репрезентације Њемачке — Јоахим Лев, изјавио је да неће рачунати у будућности на Милера, заједно са Жеромом Боатенгом и Матсом Хумелсом. Милер је након те одлуке изјавио да је љут и изненађен због тога што је Лев одлучио да одстрани њега и његове саиграче из Бајерна.

## Стил игре
Милерова позиција може да се опише као нападачки ал раундер, играч који је способан да игра на више офанзивних позиција. Како се развијао кроз млађе категорије Бајерн Минхена, примарно је играо на позицији везног играча, али од уласка у први тим, тренер је почео да га користи на више офанзивних позиција. И Бајерн Минхен у репрезентација Њемачке обично играју у формацији 4–2–3–1, гдје Милер најчешће игра као офанзивни везни, одмах иза најистуренијег нападача. Може да игра на било којој од позиција офанзивног везног, али најчешће игра централно у Бајерну, а на позицији десног крилног нападача у репрезентацији Њемачке. Играо је више пута и на позицији централног нападача и на позицији другог нападача.
Упркос недостатку физичке снаге, Милер је хваљен због зрелости, брзине, технике, свјесности, тактичке интелигенције и позиционирања. Углавном је примијећен због своје композиције; селектор Њемачке — Лев, рекао је да је Милер неподложан притиску, док је бивши тренер Бајерна — Луј ван Гал, изјавио да има невјероватну менталну снагу. Као константан голгетер и асистент, Милер је хваљен у медијима због интелигентних потеза са лоптом и способности за тајминг приликом кретања у напад. Милер је описао самог себе као играча који може да пронађе рупе у противничким одбранама, али да није претјерано добар у дриблинзима или продорима један на један. Своју улогу је описао као  Raumdeuter, термин који може да се преведе као „тумач простора или снова“. Током Свјетског првенства 2014, Лев је истакао да је Милер веома неприродан фудбалер и не можеш заиста предвидјети његову линију кретања, али он има један циљ, а то је: „како да постигнем гол“. Као додатак његовим офанзивним способностима, такође је хваљен због учености у дефанзиви, због тимског рада, чврстине и  процента дефанзивног посла који одради.

## Приватни живот
Милер је рођен у Вајлхајму, Горња Баварска, а одрастао је у оближњем селу Пел, које је постало медијске пажње током његовог наступа на Свјетском првенству. Његови родитељи су Клаудија и Герхард, има брата Симона, који је двије и по године млађи. Оженио се са дугогодишњом дјевојком — Лисом Тред, која се полупрофесионално бави јахањем и ради на фарми. Вјенчали су се у децембру 2009, након што су били вјерени двије године. У јуну 2011, постао је амбасадор добротворне организације Млада. крила, која помаже дјеци која пате од жалости или трауме. Он је Римокатоличке вјероисповијести.

## Статистика каријере

### Клубови
| Клуб              | Сезона            | Лига              | Лига     | Лига | Куп   | Куп  | Континентално | Континентално | Остало | Остало | Укупно | Укупно | Реф.            |               |
| Клуб              | Сезона            | Лига              | Наст.    | Гол. | Наст. | Гол. | Наст.         | Гол.          | Наст.  | Гол.   | Наст.  | Гол.   | Реф.            |               |
| ----------------- | ----------------- | ----------------- | -------- | ---- | ----- | ---- | ------------- | ------------- | ------ | ------ | ------ | ------ | --------------- | ------------- |
| Бајерн Минхен II  | 2007/08.          | 3. Лига           | 3        | 1    | –     | –    | –             | –             | –      | –      | 3      | 1      | [ 11 ] [ 231 ]  |               |
| Бајерн Минхен II  | 2008/09.          | 3. Лига           | 32       | 15   | –     | –    | –             | –             | –      | –      | 32     | 15     | [ 13 ] [ 89 ]   |               |
| Укупно            | Укупно            | Укупно            | 35       | 16   | –     | –    | –             | –             | –      | –      | 35     | 16     |                 |               |
| Бајерн Минхен     | 2008/09.          | Бундеслига        | 2008/09. | 4    | 0     | 0    | 0             | 1             | 1      | —      | —      | 5      | 1               | [ 13 ] [ 89 ] |
| Бајерн Минхен     | 2009/10.          | Бундеслига        | 34       | 13   | 6     | 4    | 12            | 2             | –      | –      | 52     | 19     | [ 34 ]          |               |
| Бајерн Минхен     | 2010/11.          | Бундеслига        | 34       | 12   | 5     | 3    | 8             | 3             | 1      | 1      | 48     | 19     | [ 54 ] [ 89 ]   |               |
| Бајерн Минхен     | 2011/12.          | Бундеслига        | 34       | 7    | 5     | 2    | 14            | 2             | –      | –      | 53     | 11     | [ 70 ]          |               |
| Бајерн Минхен     | 2012/13.          | Бундеслига        | 28       | 13   | 5     | 1    | 13            | 8             | 1      | 1      | 47     | 23     | [ 82 ] [ 89 ]   |               |
| Бајерн Минхен     | 2013/14.          | Бундеслига        | 31       | 13   | 5     | 8    | 12            | 5             | 3      | 0      | 51     | 26     | [ 89 ] [ 92 ]   |               |
| Бајерн Минхен     | 2014/15.          | Бундеслига        | 32       | 13   | 5     | 1    | 10            | 7             | 1      | 0      | 48     | 21     | [ 103 ]         |               |
| Бајерн Минхен     | 2015/16.          | Бундеслига        | 31       | 20   | 5     | 4    | 12            | 8             | 1      | 0      | 49     | 32     | [ 89 ] [ 109 ]  |               |
| Бајерн Минхен     | 2016/17.          | Бундеслига        | 29       | 5    | 3     | 0    | 9             | 3             | 1      | 1      | 42     | 9      | [ 89 ] [ 128 ]  |               |
| Бајерн Минхен     | 2017/18.          | Бундеслига        | 29       | 8    | 5     | 4    | 10            | 3             | 1      | 0      | 45     | 15     | [ 130 ] [ 131 ] |               |
| Бајерн Минхен     | 2018/19.          | Бундеслига        | 32       | 6    | 6     | 3    | 6             | 0             | 1      | 0      | 45     | 9      | [ 135 ] [ 136 ] |               |
| Бајерн Минхен     | 2019/20.          | Бундеслига        | 31       | 7    | 5     | 2    | 6             | 2             | 1      | 0      | 43     | 11     | [ 232 ] [ 233 ] |               |
| Бајерн Минхен     | Укупно            | Укупно            | 349      | 117  | 55    | 32   | 113           | 44            | 11     | 3      | 528    | 196    | —               |               |
| Укупно у каријери | Укупно у каријери | Укупно у каријери | 384      | 133  | 55    | 32   | 113           | 44            | 11     | 3      | 563    | 212    | —               |               |

1. 1 2 3 4 5 6 7 8 9 10 11 12  Наступи у Лиги шампиона.
2. 1 2 3 4 5 6 7 8  Наступи у Суперкупу Њемачке.
3. ↑  Наступи у Суперкупу Њемачке, УЕФА Суперкупу и Свјетском клупском првенству.

### Репрезентација
| 2010   | 12  | 5  |
| 2011   | 13  | 5  |
| 2012   | 13  | 0  |
| 2013   | 9   | 6  |
| 2014   | 15  | 10 |
| 2015   | 6   | 5  |
| 2016   | 15  | 5  |
| 2017   | 6   | 1  |
| 2018   | 11  | 1  |
| Укупно | 100 | 38 |

#### Голови за репрезентацију
Голови за репрезентацију, по датумима, са приказом стадиона, противника, резултата и такмичења..
| Број | Датум               | Стадион                                                           | Противник                   | Гол за | Коначан резултат        | Такмичење                                 |
| ---- | ------------------- | ----------------------------------------------------------------- | --------------------------- | ------ | ----------------------- | ----------------------------------------- |
| 1.   | 13. јун 2010.       | Стадион Мозиз Мабида, Дурбан, Јужноафричка Република              | Аустралија                  | 3:0    | 4:0                     | Свјетско првенство 2010                   |
| 2.   | 27. јун 2010.       | Стадион Фри стејт, Блумфонтејн, Јужноафричка Република            | Енглеска                    | 3:1    | 4:1                     | Свјетско првенство 2010                   |
| 3.   | 27. јун 2010.       | Стадион Фри стејт, Блумфонтејн, Јужноафричка Република            | Енглеска                    | 4:1    | 4:1                     | Свјетско првенство 2010                   |
| 4.   | 3. јул 2010.        | Стадион Кејптаун, Кејптаун, Јужноафричка Република                | Аргентина                   | 1:0    | 4:0                     | Свјетско првенство 2010                   |
| 5.   | 10. јул 2010.       | Стадион Нелсон Мандела Беј, Порт Елизабет, Јужноафричка Република | Уругвај                     | 1:0    | 3:2                     | Свјетско првенство 2010                   |
| 6.   | 26. март 2011.      | Стадион Фриц Валтер, Кајзерслаутерн, Њемачка                      | Казахстан                   | 2:0    | 4:0                     | Квалификације за Европско првенство 2012. |
| 7.   | 26. март 2011.      | Стадион Фриц Валтер, Кајзерслаутерн, Њемачка                      | Казахстан                   | 3:0    | 4:0                     | Квалификације за Европско првенство 2012. |
| 8.   | 7. октобар 2011.    | Турк Телеком Арена, Истанбул, Турска                              | Турска                      | 2:0    | 3:1                     | Квалификације за Европско првенство 2012. |
| 9.   | 11. новембар 2011.  | Олимпијски национални спортски комплекс, Кијев, Украјина          | Украјина                    | 3:3    | 3:3                     | Пријатељска                               |
| 10.  | 15. новембар 2011.  | Фолкспаркстадион, Хамбург, Њемачка                                | Холандија                   | 1:0    | 3:0                     | Пријатељска                               |
| 11.  | 6. фебруар 2013.    | Стад де Франс, Сен Дени, Француска                                | Француска                   | 1:1    | 2:1                     | Пријатељска                               |
| 12.  | 22. март 2013.      | Астана Арена, Астана, Kazakhstan                                  | Казахстан                   | 1:0    | 3:0                     | Квалификације за Свјетско првенство 2014. |
| 13.  | 22. март 2013.      | Астана Арена, Астана, Kazakhstan                                  | Казахстан                   | 3–0    | 3:0                     | Квалификације за Свјетско првенство 2014. |
| 14.  | 14. август 2013.    | Стадион Фриц Валтер, Кајзерслаутерн, Њемачка                      | Парагвај                    | 2:2    | 3:3                     | Пријатељска                               |
| 15.  | 6. септембар 2013.  | Алијанц арена, Минхен, Њемачка                                    | Аустрија                    | 3:0    | 3:0                     | Квалификације за Свјетско првенство 2014  |
| 16.  | 10. септембар 2013. | Стадион Торсвелур, Торсхавн, Фарска Острва                        | Шаблон:Подаци о застави FAR | 3:0    | 3:0                     | Квалификације за Свјетско првенство 2014  |
| 17.  | 1. јун 2014.        | Борусија парк, Менхенгладбах, Њемачка                             | Камерун                     | 1:1    | 2:2                     | Пријатељска                               |
| 18.  | 16. јун 2014.       | Арена Фонте Нова, Салвадор, Бразил                                | Португалија                 | 1:0    | 4:0                     | Свјетско првенство 2014                   |
| 19.  | 16. јун 2014.       | Арена Фонте Нова, Салвадор, Бразил                                | Португалија                 | 3:0    | 4:0                     | Свјетско првенство 2014                   |
| 20.  | 16. јун 2014.       | Арена Фонте Нова, Салвадор, Бразил                                | Португалија                 | 4:0    | 4:0                     | Свјетско првенство 2014                   |
| 21.  | 26.. јун 2014.      | Арена Пернамбукано, Ресифе, Бразил                                | Сједињене Државе            | 1:0    | 1:0                     | Свјетско првенство 2014                   |
| 22.  | 8. јул 2014.        | Минеирао, Бело Оризонте, Бразил                                   | Бразил                      | 1:0    | Свјетско првенство 2014 | Свјетско првенство 2014                   |
| 23.  | 7 September 2014    | Сигнал Идуна Парк, Дортмунд, Њемачка                              | Шкотска                     | 1:0    | 2:1                     | Квалификације за Европско првенство 2016. |
| 24.  | 7 September 2014    | Сигнал Идуна Парк, Дортмунд, Њемачка                              | Шкотска                     | 2:1    | 2:1                     | Квалификације за Европско првенство 2016. |
| 25.  | 14. новембар 2014.  | Стадион Макс Морлок, Нирнберг, Њемачка                            | Гибралтар                   | 1:0    | 4:0                     | Квалификације за Европско првенство 2016. |
| 26.  | 14. новембар 2014.  | Стадион Макс Морлок, Нирнберг, Њемачка                            | Гибралтар                   | 2:0    | 4:0                     | Квалификације за Европско првенство 2016. |
| 27.  | 29. март 2015.      | Динамо Арена, Тбилиси, Грузија                                    | Грузија                     | 2:0    | 2:0                     | Квалификације за Европско првенство 2016. |
| 28.  | 4. септембар 2015.  | Стадион Бронхајмер Ханг, Франкфурт, Њемачка                       | Пољска                      | 1:0    | 3:1                     | Квалификације за Европско првенство 2016. |
| 29.  | 7. септембар 2015.  | Хемпден парк Глазгов, Шкотска                                     | Шкотска                     | 1:0    | 3:2                     | Квалификације за Европско првенство 2016. |
| 30.  | 7. септембар 2015.  | Хемпден парк Глазгов, Шкотска                                     | Шкотска                     | 2:1    | 3:2                     | Квалификације за Европско првенство 2016. |
| 31.  | 11. октобар 2015.   | Ред бул арена, Лајпциг, Њемачка                                   | Грузија                     | 1:0    | 2:1                     | Квалификације за Европско првенство 2016. |
| 32.  | 4. јун 2016.        | Фелтинс арена, Гелзеркихен, Њемачка                               | Мађарска                    | 2:0    | 2:0                     | Пријатељска                               |
| 33.  | 4. септембар 2016.  | Стадион Улевал, Осло, Норвешка                                    | Норвешка                    | 1:0    | 3:0                     | Квалификације за Свјетско првенство 2018  |
| 34.  | 4. септембар 2016.  | Стадион Улевал, Осло, Норвешка                                    | Норвешка                    | 3:0    | 3:0                     | Квалификације за Свјетско првенство 2018  |
| 35.  | 8. октобар 2016.    | Фолкспаркстадион, Хамбург, Њемачка                                | Чешка                       | 1:0    | 3:0                     | Квалификације за Свјетско првенство 2018  |
| 36   | 8. октобар 2016.    | Фолкспаркстадион, Хамбург, Њемачка                                | Чешка                       | 3:0    | 3:0                     | Квалификације за Свјетско првенство 2018  |
| 37   | 26. март 2017.      | Стадион Тофик Бахрамов, Баку, Азербејџан                          | Азербејџан                  | 2–1    | 4–1                     | Квалификације за Свјетско првенство 2018  |
| 38   | 23. март 2018.      | Есприт арена, Диселдорф, Њемачка                                  | Шпанија                     | 1:1    | 1:1                     | Пријатељска                               |

## Трофеји и награде
Бајерн Минхен
- Бундеслига Њемачке (13) : 2009/10, 2012/13, 2013/14, 2014/15, 2015/16, 2016/17, 2017/18, 2018/19, 2019/20, 2020/21, 2021/22, 2022/23, 2024/25.
- Куп Њемачке (6) : 2009/10, 2012/13, 2013/14, 2015/16, 2018/19, 2019/20.
- Суперкуп Њемачке (8) : 2010, 2012, 2016, 2017, 2018, 2020, 2021, 2022.
- Телеком куп Немачке (4) : 2013, 2014, 2017. (зимски), 2017. (летњи)
- Лига шампиона (2) : 2012/13, 2019/20. (финале 2009/10, 2011/12)
- УЕФА суперкуп (2) : 2013, 2020.
- Светско клупско првенство (2) : 2013, 2020.

Њемачка
- Свјетско првенство (1) : 2014[238]
- Свјетско првенство : треће мјесто 2010[239]

Индивидуално
- Најбољи стријелац Купа Њемачке: 2009/10, 2013/14
- Играч утакмице на Свјетском првенству 2010: Њемачка — Енглеска, Њемачка — Уругвај
- Играч утакмице на Свјетском првенству 2014: Њемачка — Португал, Њемачка — Сједињене Америчке Државе
- Златна копачка: 2010[240][175]
- Сребрна копачка: 2014[199][200]
- Најбољи млади играч: 2010[241][176]
- Највише асистенција на Свјетском првенству 2010. (заједно са Месутом Озилом, Бастијаном Швајнштајгером, Каком и Дирком Кајтом)
- Бајрисхер Спортпрес: 2010[242]
- Сиберн Лорберблат: 2010,[243] 2014[244]
- Ред заслужних Баварске: 2019[245]
- Најбољи млади фудбалер: 2010[246]
- Браво награда: 2010[247]
- ФИФА Златна лопта: 15 мјесто 2010, 13 мјесто 2011, 17 мјесто 2013, 5 мјесто 2014,[248] 6 мјесто 2015[249]
- ЕСМ тим године: 2012–13[250]
- УЕФА фудбалер године: 2013 (6 мјесто), 2014 (4 мјесто), 2016 (10 мјесто)
- Тим групне фазе Лиге шампиона: 2015[251]
- Сребрна лопта на Свјетском првенству: 2014[199][200]
- Идеални тим на Свјетском првенству: 2014[252]
- Тим снова на Свјетском првенству: 2014[253]
- FIFPro најбољих 11 — 3 тим: 2014, 2015[254][255]
- FIFPro најбољих 11 — 5 тим: 2016[256]
- Најбољи асистент Купа Њемачке: 2015/16[257]
- Највише Свјетских првенстава са постигнутих минимум 5 голова (2010–2014); рекорд дијели са Теофилосом Кубиљасом (1970, 1978) и Мирославом Клосеом (2002–2006)
- Најбољи асистент Бундеслиге: 2017/18[258]
- Тим сезоне Бундеслиге: 2017/18[259]